# Palais Szuster

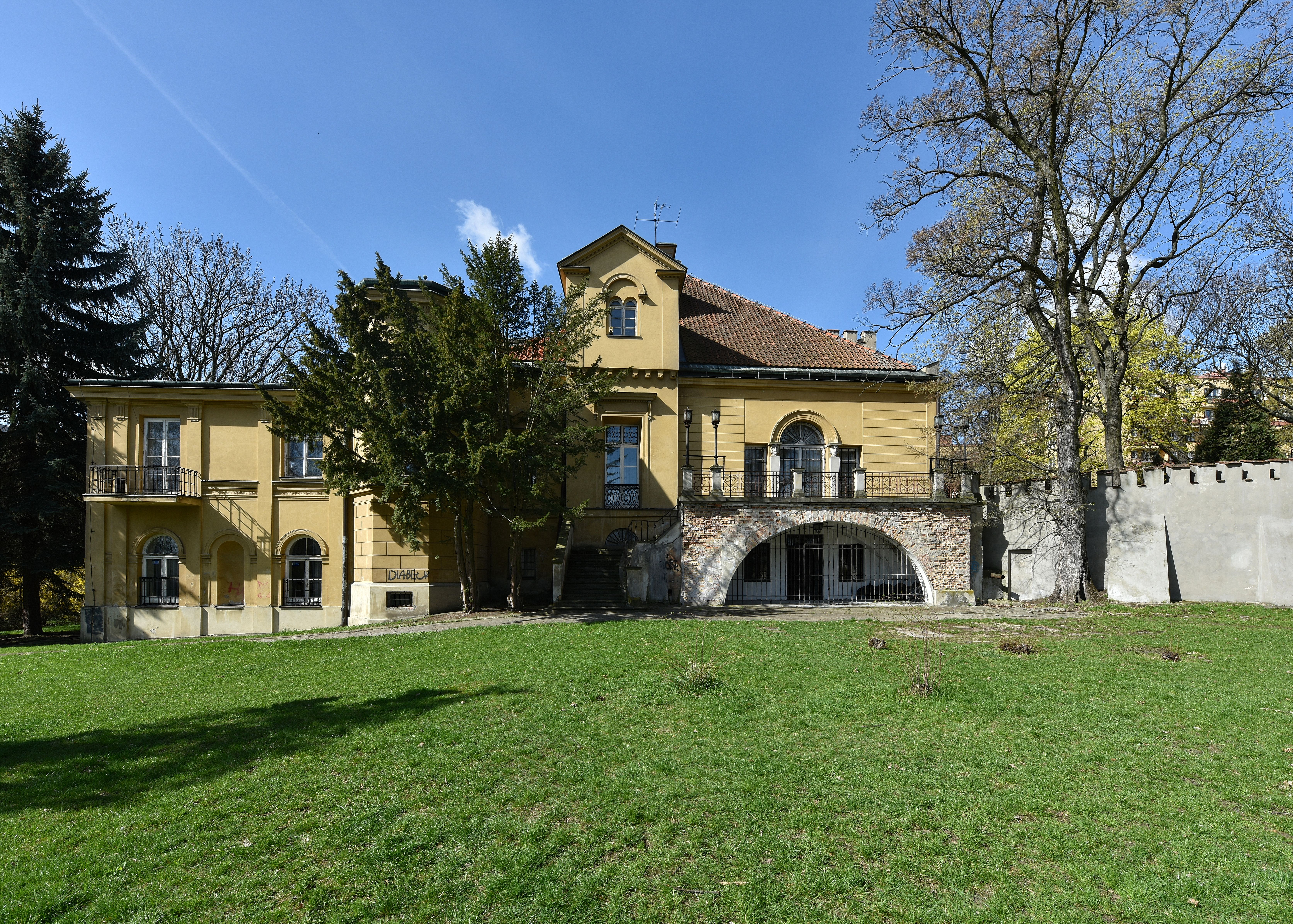
Gartenseite

Das Szuster-Palais (auch Lubomirski-Palais, polnisch: Pałac Szustra, Pałacyk Szustra oder Pałacyk Lubomirskich) ist eine herrschaftliche Villa im romantischen neugotischen Stil aus dem 18. Jahrhundert im Warschauer Stadtteil Mokotów. Derzeit befindet sich hier der Sitz der Warschauer Musikgesellschaft (polnisch: „Warszawskie Towarzystwo Muzyczne“).

## Lage
Das Gebäude befindet sich unter der Anschrift Ulica Morskie Oko 2 (früher: Ulica Puławska 55/57) im Park Morskie Oko. Es liegt rund 150 Meter ostwärts der Puławska. Direkt an der Puławska befinden sich mit einem Abstand von rund 100 Meter zueinander die zum Palais gehörenden Ensemble-Bauwerke „Domek Mauretański“ (Mauretanisches Häuschen) und eine freistehende historisierende Toreinfahrt mit Taubenschlag. Das Palais selbst steht an der Kante der Weichselböschung oberhalb des Hauptteils des Parkes, der sich im Osten bis zur Ulica Belwederska erstreckt.

## Geschichte
Das Palais wurde in den Jahren 1772 bis 1774 nach einem Entwurf von Ephraim Schröger für Izabela Lubomirska anstelle eines hier vorher stehenden Hauses des Kaufmanns und Warschauer Patriziers Burbach errichtet. Es war das Hauptgebäude im etwas später angelegten Park Morskie Oko, den Simon Gottlieb Zug entwarf. Das ehemals eingeschossige Palais, ursprüngliche eher eine klassizistische Stadtvilla mit quadratischem Grundriss, verfügte über ein Bad im Kellergeschoss und prächtig ausgestattete und dekorierte hohe Repräsentationsräume im Parterre. Auf der Südseite war eine Zwischendecke eingezogen, so dass hier im Mezzanin eine kleine Wohnung eingerichtet werden konnte. Nebengebäude, wie Stallungen und Remisen, sind nicht mehr erhalten. Heute existieren nur noch die flämische Gloriette („Domek Mauretański“) sowie ein als Torturm ausgestalteter Taubenschlag. Beide Gebäude wurden von Zug entworfen und 1776 bzw. 1780 errichtet. Die Gloriette wurde 1824 – vermutlich nach einem Entwurf von Enrico Marconi – im neugotischen Stil umgebaut.
Gegen Ende des 18. Jahrhunderts wurde das Palais unter Zug umgestaltet; die Ostfassade erhielt dabei die heute noch erhaltene asymmetrische Gliederung.
Nach dem Tod der Lubomirska im Jahr 1816 fiel die damals noch nicht nach Warschau eingemeindete Ortschaft Mokotów per Erbteilung ihrer mit Stanisław Kostka Potocki verheirateten Tochter Aleksandra zu. Der Sohn dieser Ehepaares, Aleksander Potocki überließ das Anwesen bei seiner Scheidung 1820 seiner Frau Anna, geb. Tyszkiewicz – als Gegenleistung für deren Investitionen in den ihm verbliebenen Palast in Natolin. 1831 wurde das Gebäude – vermutlich durch Kampfeinwirkungen während des Novemberaufstands – beschädigt. Die Eigentümerin ließ das Gebäude wieder instand setzen und dabei die West- und Nordfassade im neugotischen Stil – vermutlich nach einem Entwurf von Enrico Marconi – umbauen. Gebäude und Baukörper erhielten nun einen unregelmäßigen Grundriss.
Im Jahr 1845 wurde das Anwesen an den Warschauer Lithographen Franciszek Szuster verkauft. In der zweiten Hälfte des 19. Jahrhunderts wurde das Palais zweimal um- bzw. ausgebaut, so erhielt es 1865 an der Südseite ein einstöckiges Nebengebäude. Etwa in die Zeit fiel auch eine Teilneugestaltung der Fassade im Stil der Neorenaissance – von Adam Idźkowski. Ein Familiengrabmal der Szusters wurde von Wincenty Hellwing etwa 120 Meter südostwärts des Palais an der Weichselböschung angelegt; es existiert noch heute.
Zu Beginn des Zweiten Weltkriegs wurde das Gebäude von Bomben getroffen und brannte aus. Nach dem Krieg wurde die Anlage verstaatlicht. Der letzte private Besitzer, Tadeusz Maciej Szuster, starb 1973. Der Wiederaufbau unter Jerzy Brabander erfolgte erst in den Jahren 1960 bis 1964. Heute befindet sich hier der Sitz der Warschauer Musikgesellschaft.

## Fotogalerie: Szuster-Palais

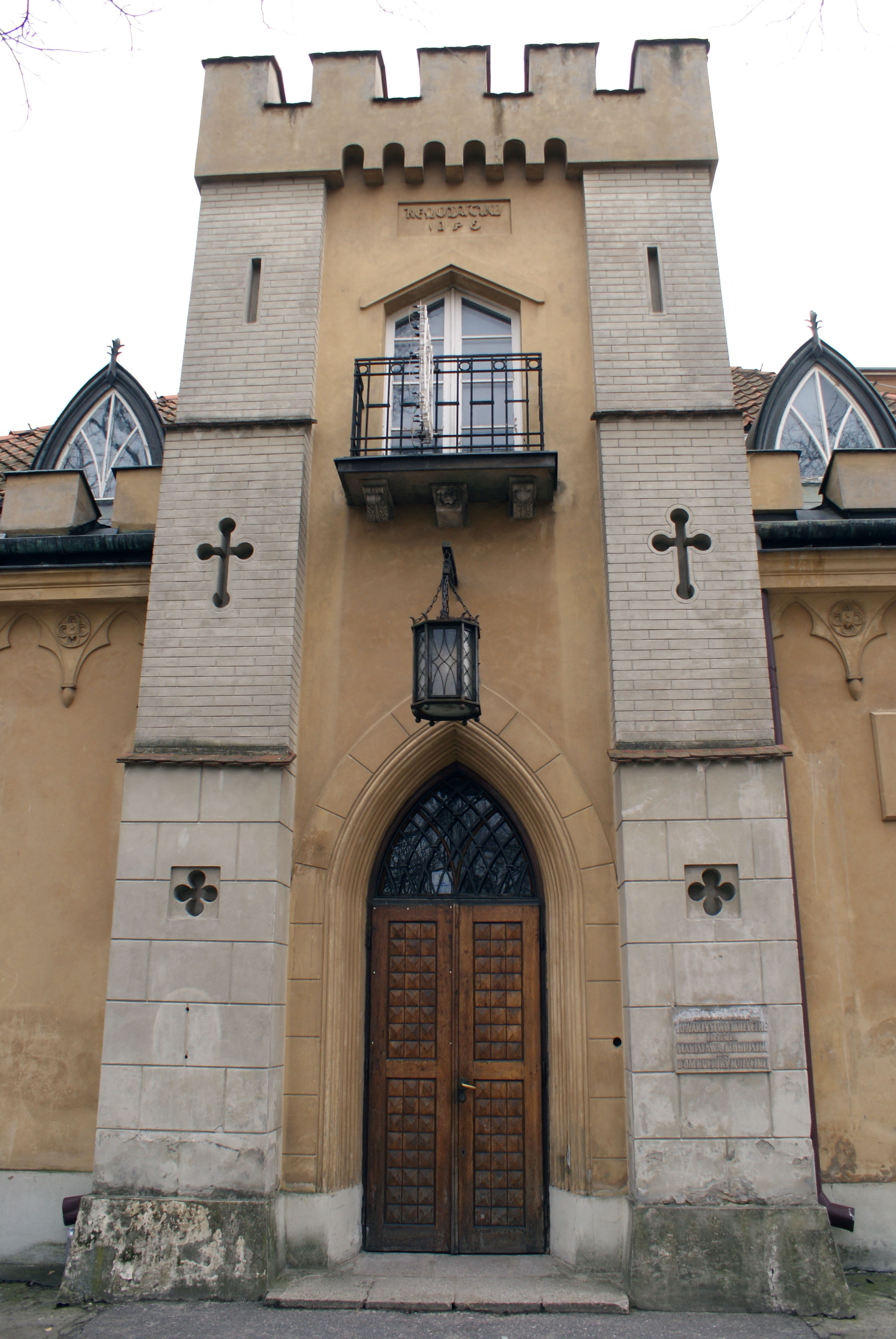
Turmartiger Haupteingang
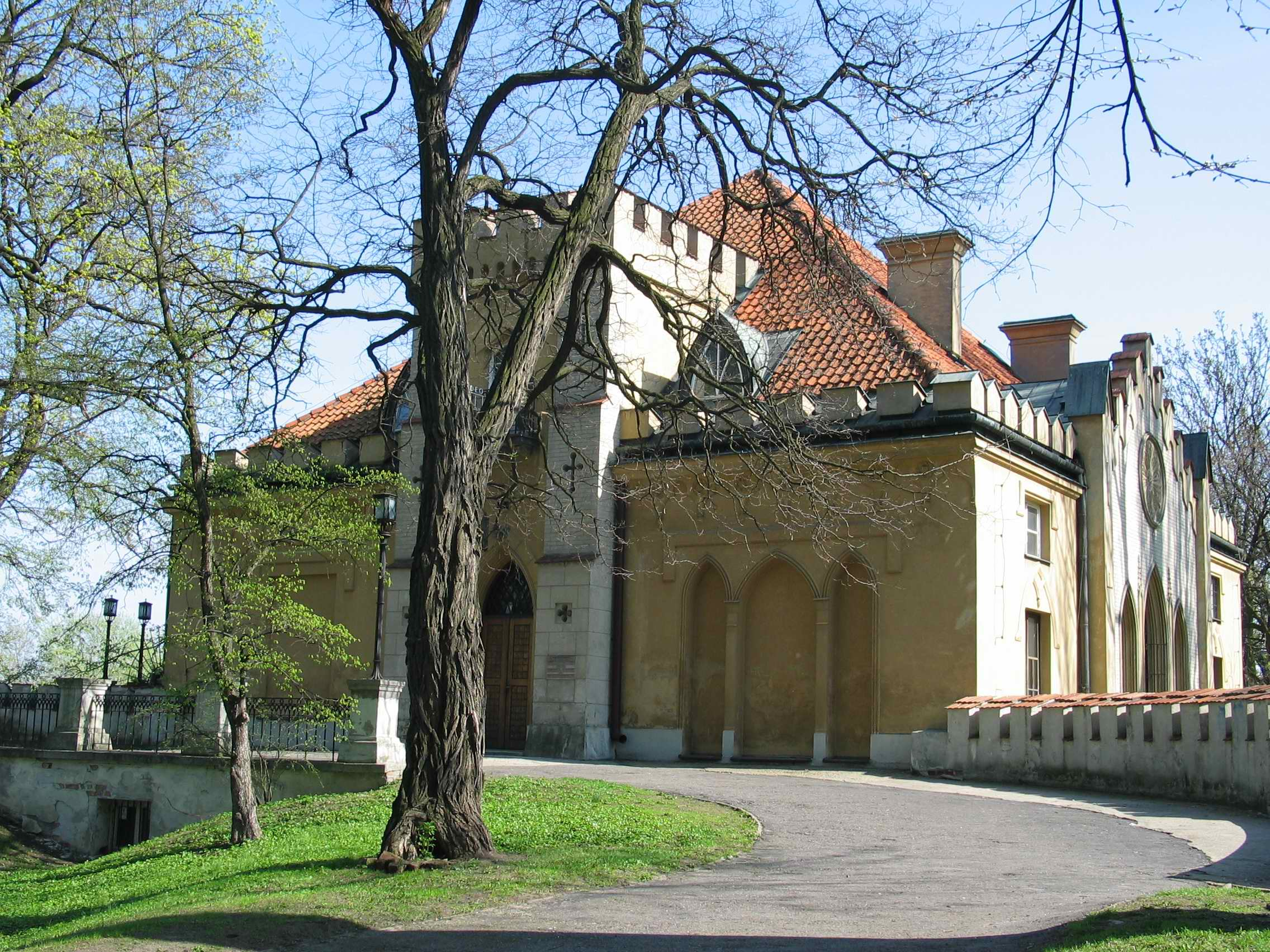
Vorfahrt und Haupteingang auf der Nordseite
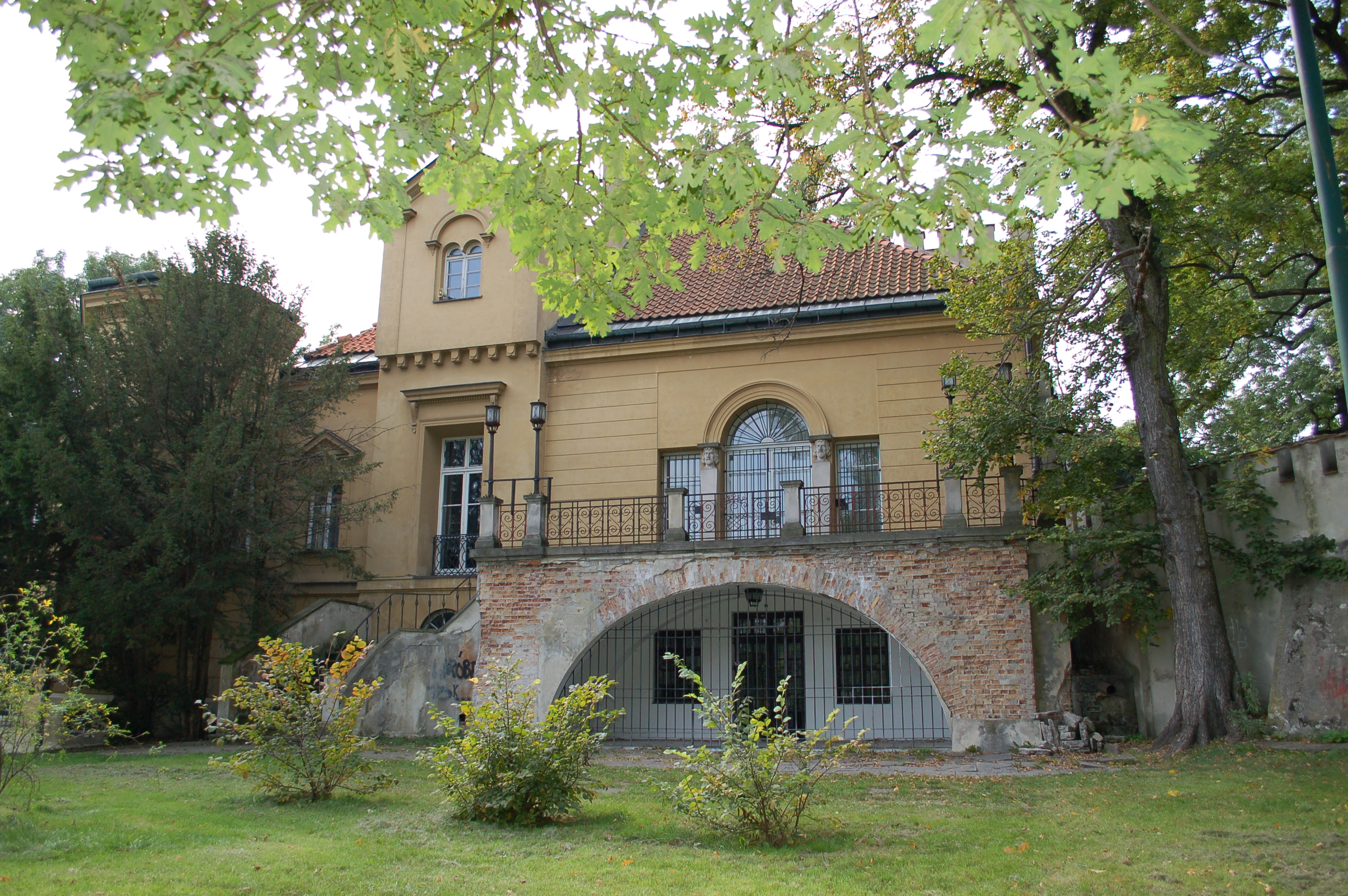
Ostseite des Palais am Weichselufer-Rand
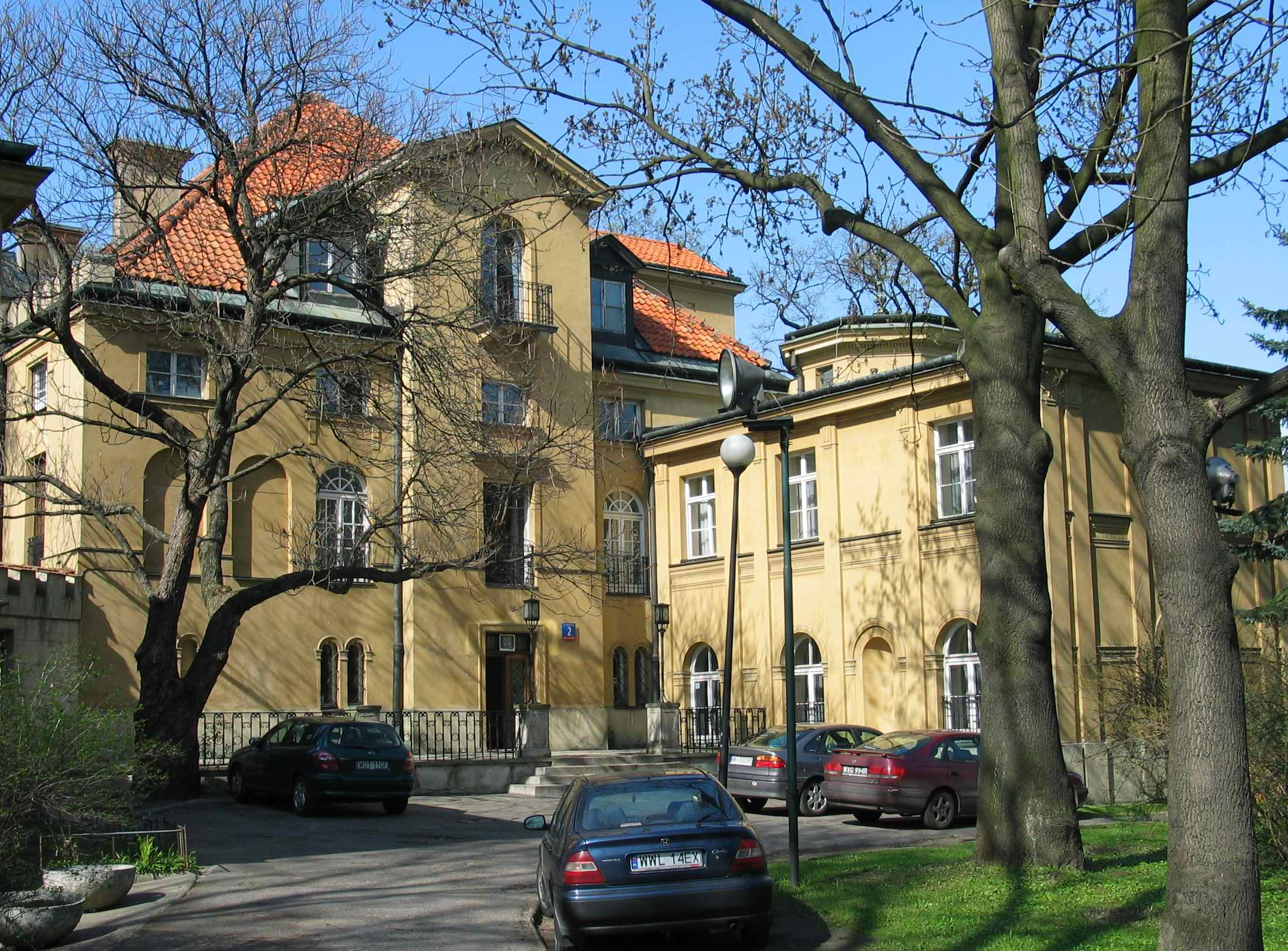
Wirtschaftseingang auf der Südseite
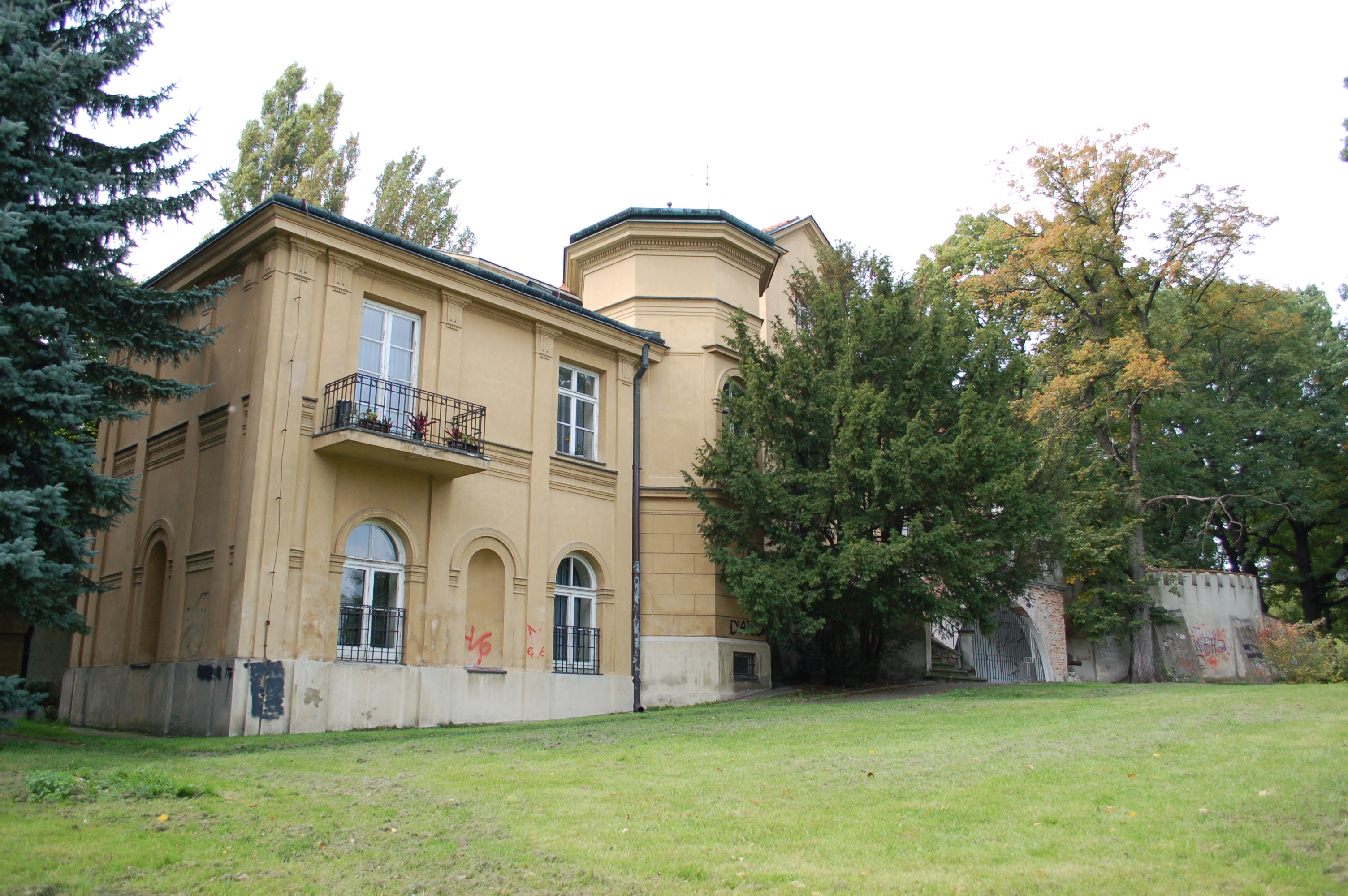
Das Palais aus südöstlicher Sicht

## Fotogalerie: Ensembleobjekte

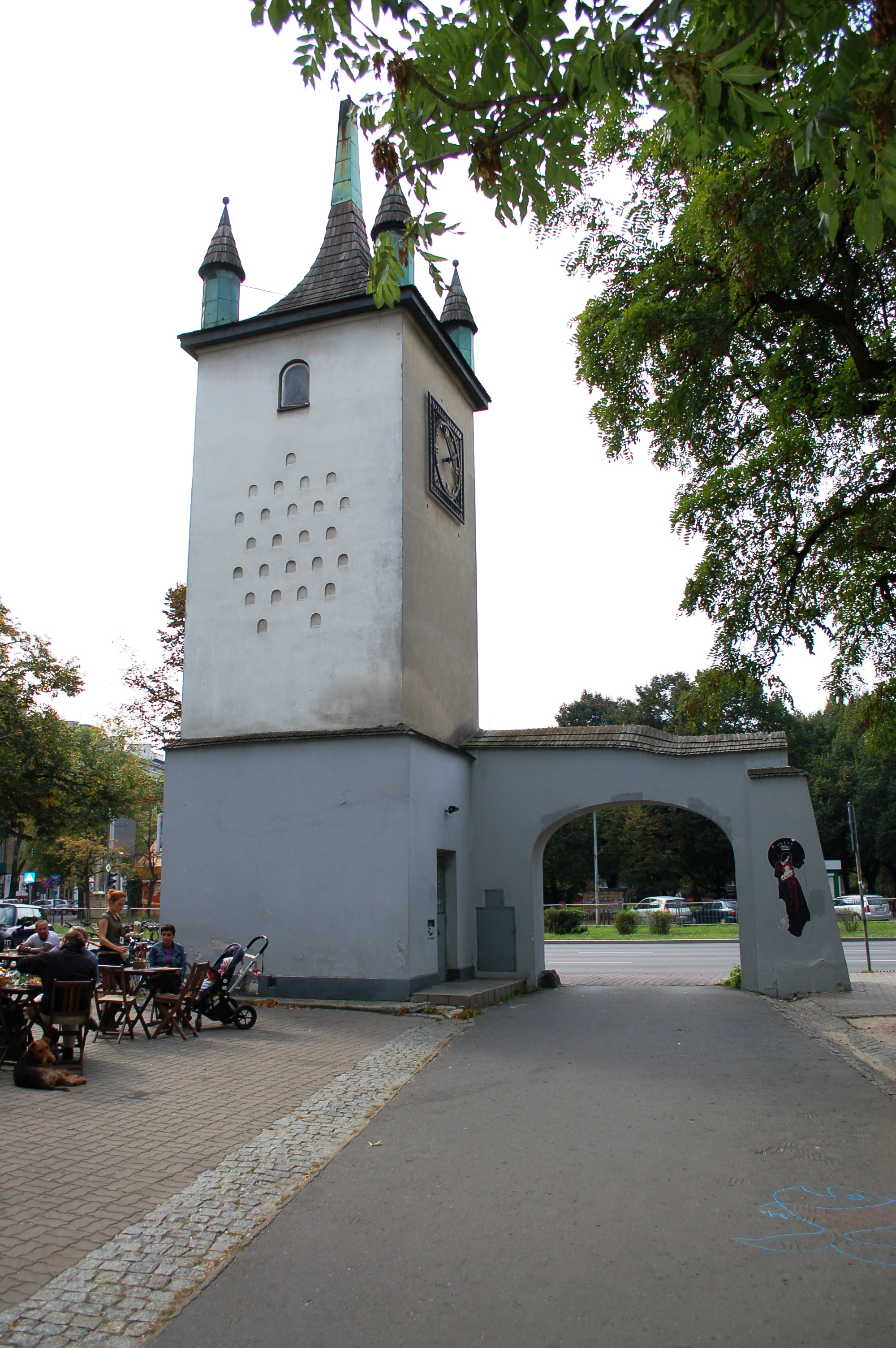
Taubenschlag im Torhaus
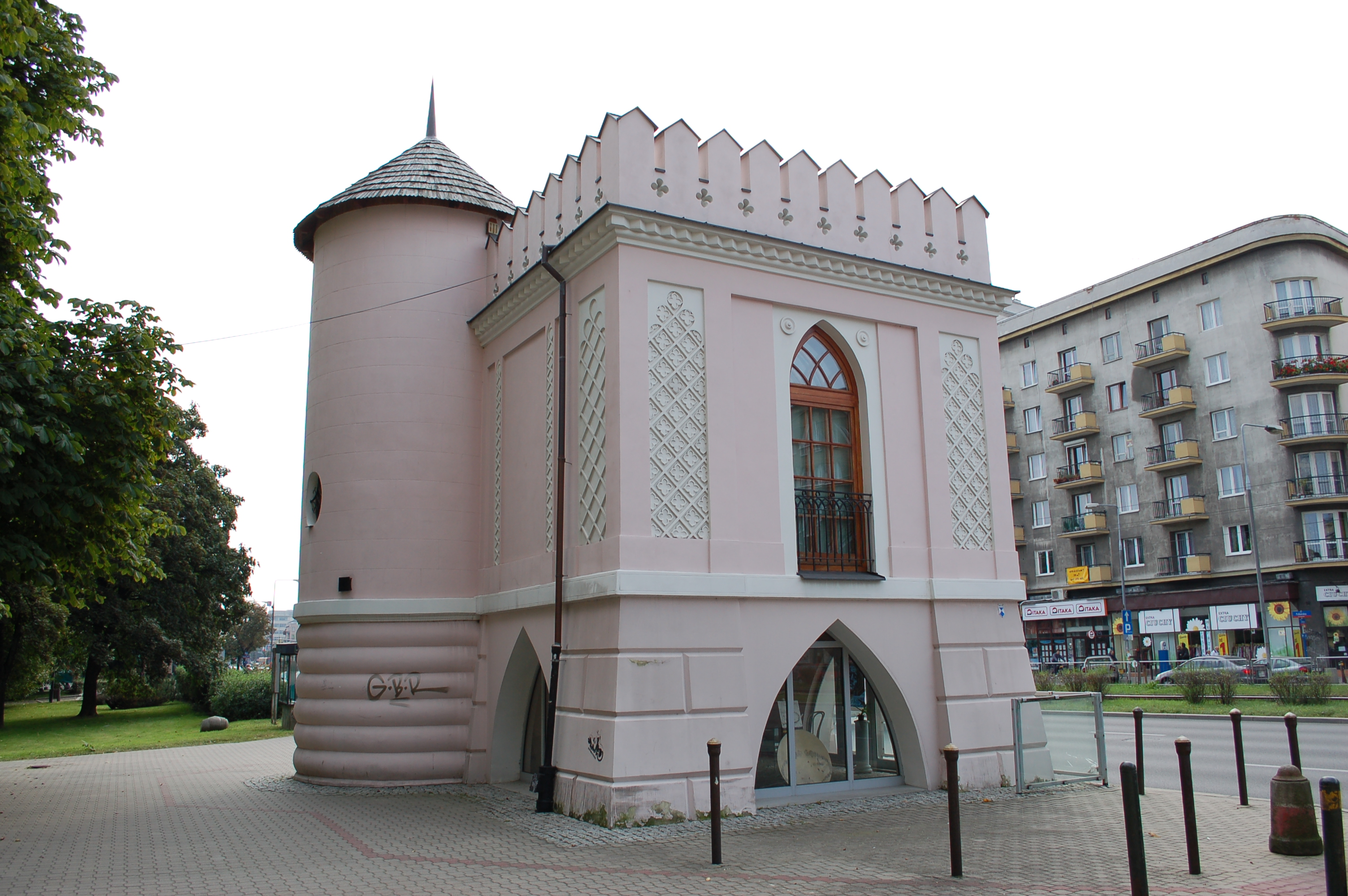
„Domek Mauretański“ an der Ulica Puławska
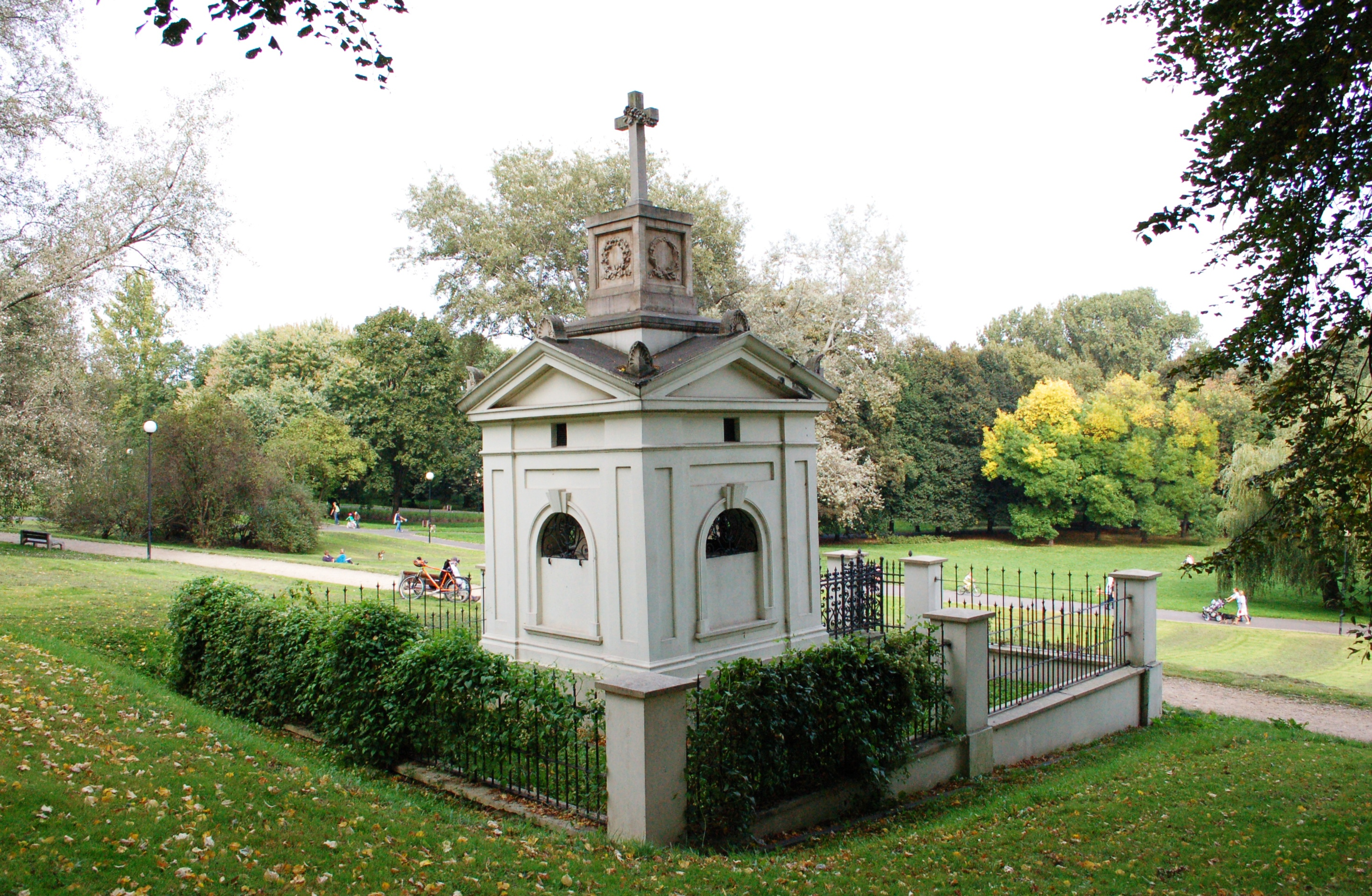
Das Mausoleum der Familie Szuster
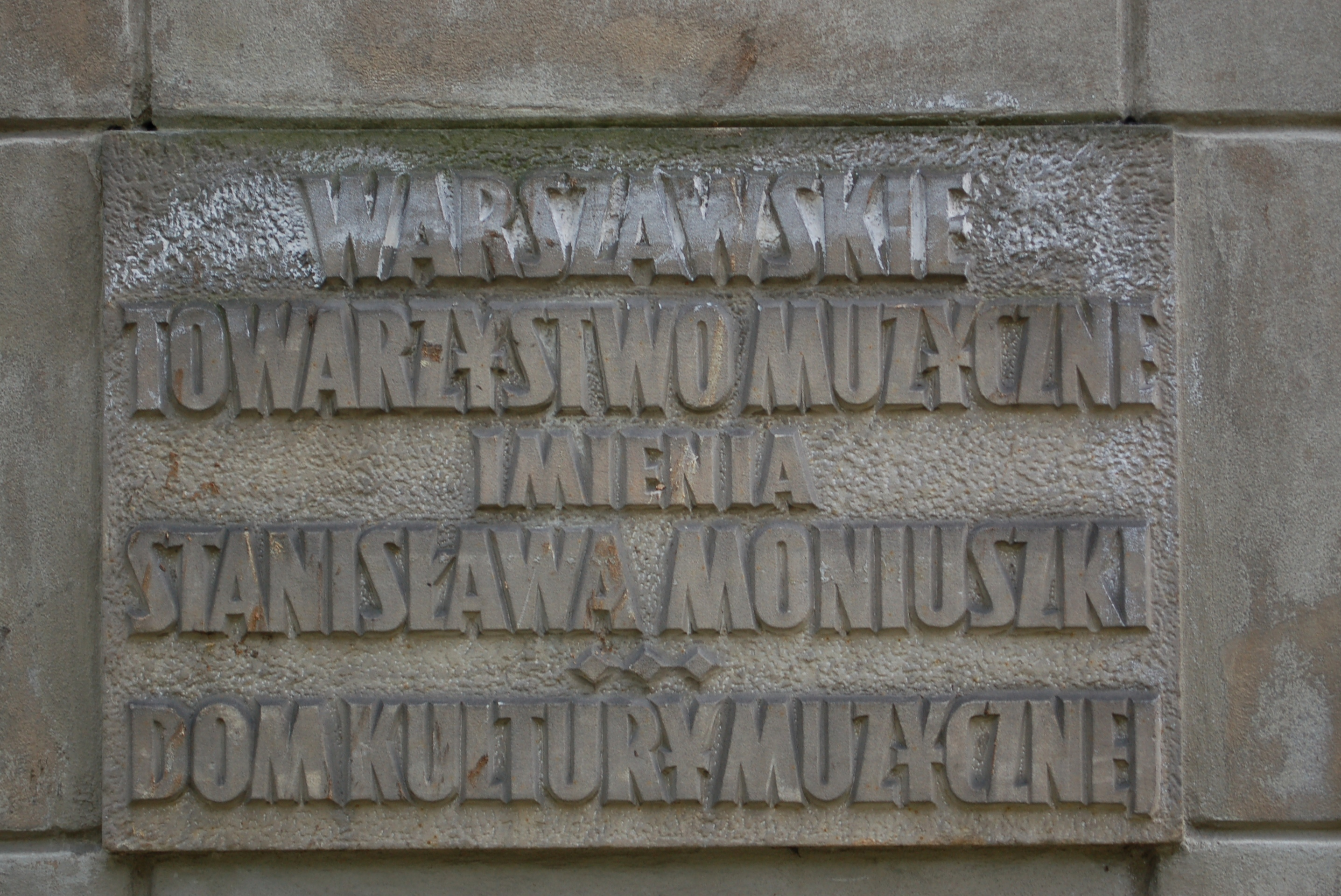
Hinweistafel auf nutzende Gesellschaft
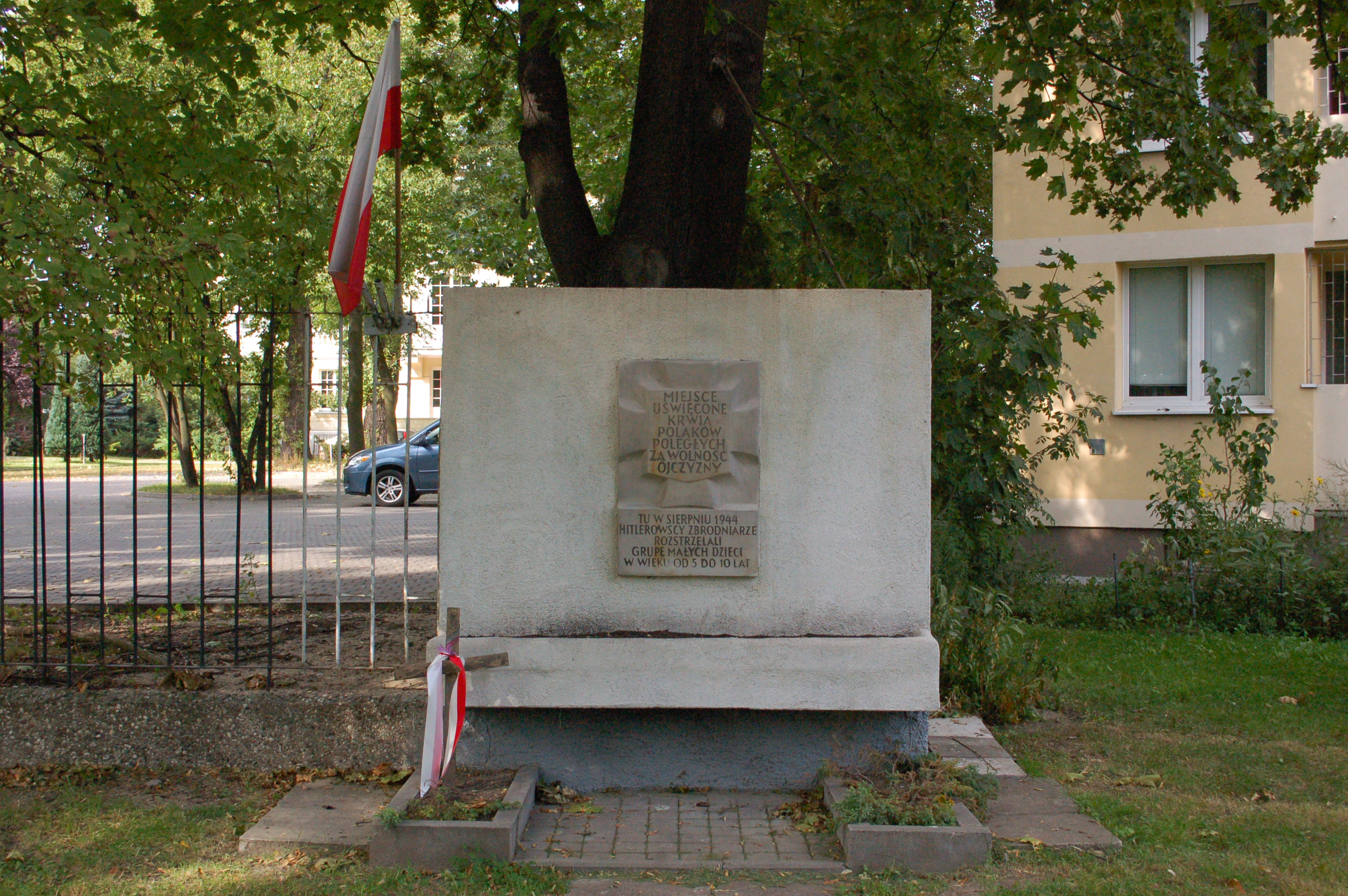
Gedenkstätte[5] nördlich des Palais